# Epitaciolândia
Epitaciolândia is een gemeente in de Braziliaanse deelstaat Acre. De gemeente telt 14.224 inwoners (schatting 2009).

## Aangrenzende gemeenten
De gemeente grenst aan Brasiléia en Xapuri.

### Landsgrens
En met als landsgrens aan de gemeente Bella Flor, Cobija en Porvenir in de provincie Nicolás Suárez in het departement Pando met het buurland Bolivia.